# Liste der britischen Botschafter in Ungarn
Die Liste der britischen Botschafter in Ungarn umfasst die diplomatischen Vertreter des Vereinigten Königreichs in Ungarn seit Aufnahme der diplomatischen Beziehungen 1919.

## Amtsinhaber
| Amtsinhaber                                | Beginn der Amtszeit | Ende der Amtszeit | Anmerkung                                                             |
| ------------------------------------------ | ------------------- | ----------------- | --------------------------------------------------------------------- |
| Sir Thomas Hohler                          | 1919                | 1924              | Hochkommissar, ab 1921 Gesandter                                      |
| Sir Colville Barclay                       | 1924                | 1928              |                                                                       |
| Aretas Akers-Douglas, 2. Viscount Chilston | 1928                | 1933              |                                                                       |
| Sir Patrick Ramsay                         | 1933                | 1935              |                                                                       |
| Sir Geoffrey Knox                          | 1935                | 1939              |                                                                       |
| Sir Owen O’Malley                          | 1939                | 1941              |                                                                       |
| N. N.                                      | 1941                | 1945              | Nichtbesetzung des Botschafterpostens während des Zweiten Weltkrieges |
| Sir Alvary Gascoigne                       | 1945                | 1946              | Politischer Repräsentant                                              |
| Sir Knox Helm                              | 1946                | 1949              | Politischer Repräsentant, ab 1947 Gesandter                           |
| Sir Geoffrey Wallinger                     | 1949                | 1951              |                                                                       |
| Robert Hankey                              | 1951                | 1953              |                                                                       |
| Sir George Labouchere                      | 1953                | 1955              |                                                                       |
| Sir Leslie Fry                             | 1955                | 1959              |                                                                       |
| Sir Nicolas Cheetham                       | 1959                | 1961              |                                                                       |
| Sir Ivor Pink                              | 1961                | 1965              | Gesandter, ab 1963 Botschafter                                        |
| Sir Alexander Morley                       | 1965                | 1967              |                                                                       |
| Sir Guy Millard                            | 1967                | 1969              |                                                                       |
| Sir Derek Dodson                           | 1970                | 1973              |                                                                       |
| Richard Wilson                             | 1973                | 1976              |                                                                       |
| Sir Richard Parsons                        | 1976                | 1979              |                                                                       |
| Sir Bryan Cartledge                        | 1980                | 1983              |                                                                       |
| Peter Unwin                                | 1983                | 1986              |                                                                       |
| Sir Leonard Appleyard                      | 1986                | 1989              |                                                                       |
| Sir John Birch                             | 1989                | 1995              |                                                                       |
| Christopher Long                           | 1995                | 1998              |                                                                       |
| Nigel Thorpe                               | 1998                | 2003              |                                                                       |
| John Nichols                               | 2003                | 2007              |                                                                       |
| Gregory Dorey                              | 2007                | 2011              |                                                                       |
| Jonathan Knott                             | 2012                | 2016              |                                                                       |
| Iain Lindsay                               | 2016                | 2020              |                                                                       |
| Paul Fox                                   | 2020                | amtierend         |                                                                       |